# Župnija Šmartno v Tuhinju
Župnija Šmartno v Tuhinju je rimskokatoliška teritorialna župnija dekanije Kamnik nadškofije Ljubljana.